# John Hoben
Jean Gris Hoben, né en mai 1884 et mort le 15 juillet 1915, était un rameur Américain qui a participé aux Jeux olympiques d'été de 1904, où il a remporté la médaille d'argent en deux de couple avec Jamie McLoughlin.

## Palmarès
- Médaille d'argent en deux de couple aux Jeux olympiques d'été de 1904 à Saint-Louis ( États-Unis)